# Finlands cup (bandy)
Finlands Cup (också kallad Suomen Cup (på finska)) i bandy spelades för första gången 1960 och har spelats årligen med sporadiska avbrott sedan dess. Den är öppen för finska herrlag i bandy och arrangeras av Finlands Bandyförbund. Förra säsongen (2017/18) vann Veiterä finalen mot JPS med 8-2 medan innevarande säsong Akilles slog Veiterä med 3-2 efter förlängning.